# Joshua Bell (Musiker)

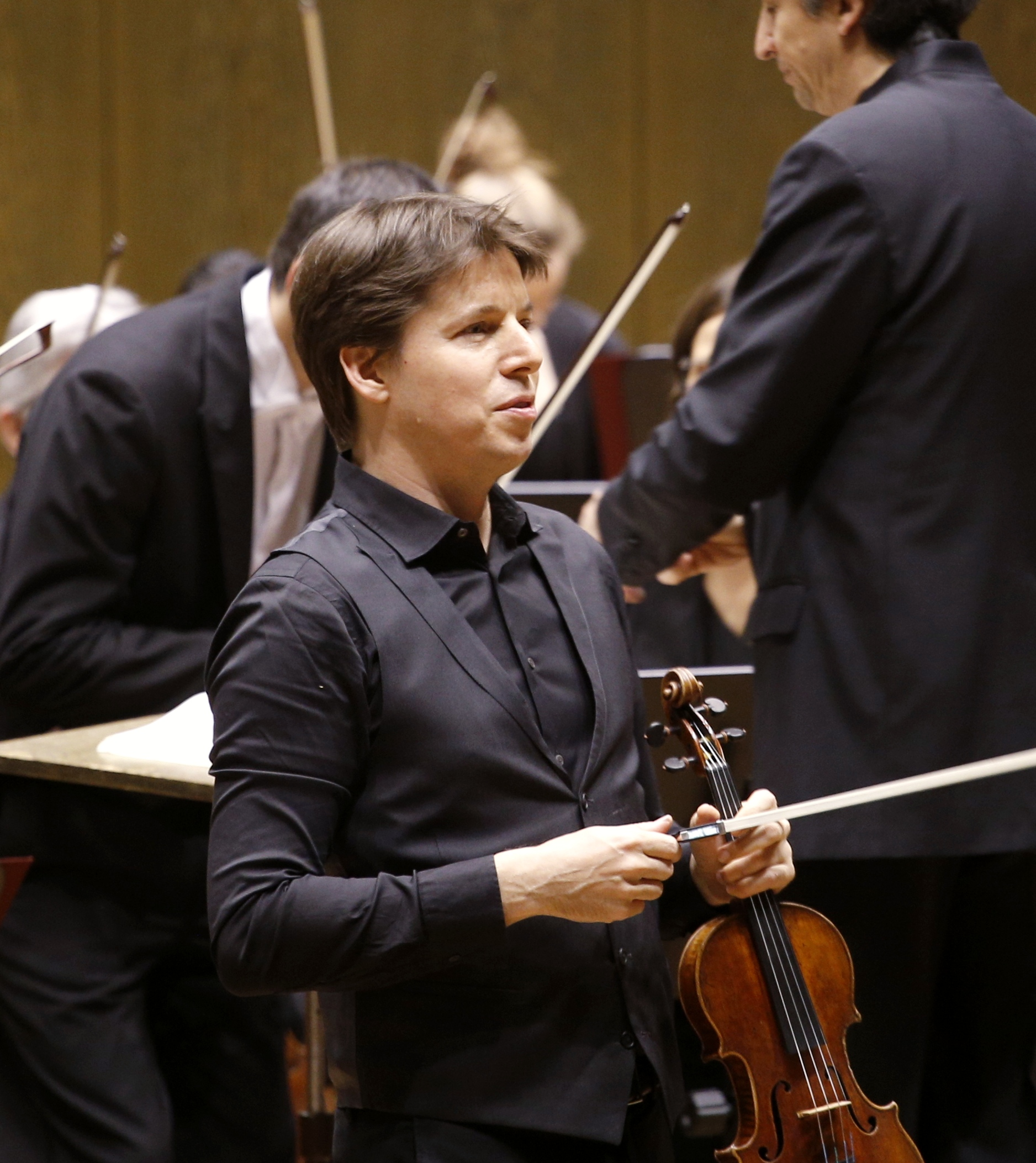
Joshua Bell im Gewandhaus Leipzig (2016)

Joshua David Bell (* 9. Dezember 1967 in Bloomington, Indiana) ist ein US-amerikanischer Violinist und Musikdirektor.

## Leben
Im Alter von 14 Jahren trat Bell als Solist mit dem Philadelphia Orchestra unter der Leitung von Riccardo Muti auf. Er studierte Violine an der Indiana University Jacobs School of Music und absolvierte 1984 die Bloomington High School North. 1989 erhielt Bell ein Künstlerdiplom als Violinist von der Indiana University.
Seit seinem Carnegie-Hall-Debüt 1985 ist er weltweit mit nahezu allen bedeutenden Orchestern und Dirigenten unserer Zeit aufgetreten. Neben dem klassischen Standardrepertoire hat er zahlreiche moderne und zeitgenössische Werke aufgeführt, mehrere darunter eigens für ihn komponiert.
Besondere Bekanntheit erlangte Joshua Bell durch die Einspielung der Originalmusik von John Corigliano für den Oscar-prämierten Soundtrack des Filmes Die rote Violine im Jahr 1998 und der Musik für den Film Der Duft von Lavendel 2004.
Bells Violine ist die Stradivari „Gibson ex Huberman“ (Baujahr 1713), die 1936 dem damaligen Besitzer Bronisław Huberman gestohlen wurde und später im Besitz von Norbert Brainin war. 2001 konnte Joshua Bell die Violine erwerben.
Am 26. Mai 2011 wurde Bell zum Musikdirektor der Academy of St. Martin in the Fields in London ernannt.
Im Oktober 2019 heiratete Joshua Bell in Mount Kisco, New York nach siebenjähriger Partnerschaft die Sopranistin Larisa Martinez. Aus einer früheren Beziehung hat er einen Sohn.

## Pearls Before Breakfast (Washington-Post-Experiment)
Am 12. Januar 2007 war Joshua Bell Protagonist eines Experiments der Washington Post: In Straßenkleidung, mit einer Baseballkappe auf dem Kopf und seiner Stradivari-Violine in der Hand stellte er sich inkognito in die U-Bahn-Station L’Enfant Plaza in Washington, D.C. und spielte 43 Minuten lang Stücke von Johann Sebastian Bach, Franz Schubert und anderen Komponisten klassischer Musik. Das Experiment wurde mit einer versteckten Kamera aufgezeichnet und ergab folgendes Resultat: Von 1.097 Personen, die an ihm vorbeigingen, sind nur 7 stehengeblieben, um ihm zuzuhören, und nur eine hat ihn erkannt. Einige haben ihm Geld in den offenen Geigenkasten geworfen, in Summe 32,17 $ (plus weitere 20 $ von der einen Person, die ihn erkannt hat – diese sind getrennt zu bewerten). Der Journalist Gene Weingarten hat für seinen Artikel Pearls Before Breakfast, in dem er dieses Experiment beschrieb und kommentierte, 2008 den Pulitzer-Preis für Fachjournalismus (feature writing) erhalten.

## Auszeichnungen
1991 erhielt Bell den Distinguished Alumni Service Award von der Jacobs School of Music, 2003 den Indiana Governor’s Arts Award. Am 10. April 2007 wurde er im Lincoln Center in New York City mit dem Avery Fisher Prize ausgezeichnet. Der Preis wird alle paar Jahre an klassische Instrumentalisten für herausragende Leistungen vergeben. Am 27. Mai 2019 erhält Bell den mit 25.000 Euro dotierten Glashütte Original MusikFestspielPreis für sein Engagement in der Kinder- und Jugendbildung.

## Diskografie
- Presenting Joshua Bell (1990)
- Gershwin Fantasy (mit dem London Symphony Orchestra & John Williams; 1998)
- Short Trip Home (mit Edgar Meyer, Sam Bush & Mike Marshall; 1999)
- Sibelius/Goldmark: Violin Concertos (2000)
- West Side Story Suite (mit dem Philharmonica Orchestra & David Zinman; 2001)
- Romance of the Violin (2003)
- Violin Concertos (2005)
- Voice of the Violin (2006)
- John Corigliano: The Red Violin Concerto (2007)
- At Home with Friends (2009)
- French Impressions (2012)
- Butterfly Lovers (2023; mit dem Singapore Chinese Orchestra unter der Leitung von Tsung Yek)

## Filmografie
- Illuminati (Angels and Demons)
- Mozart in the Jungle (Serie), Auftritte in mehreren Folgen als er selbst
- Ladies in Lavender